# Hylaeus curtulus
Hylaeus curtulus là một loài Hymenoptera trong họ Colletidae. Loài này được Vachal mô tả khoa học năm 1910.